# Абаджи, Валерий Павлович
Валерий Павлович Абаджи (укр. Валерій Павлович Абаджі; род. 12 июля 1948, Сарата, Измаильская область) — советский и украинский тренер по велоспорту; Мастер спорта СССР, Заслуженный тренер Украины (1996).

## Биография
Родился 12 июля 1948 года в посёлке Сарата Одесской области Украинской ССР.
В 1994 году окончил Киевский институт физической культуры (ныне Национальный университет физического воспитания и спорта Украины). В настоящее время работает в Броварском высшем училище физической культуры. Среди учеников — заслуженный мастер спорта Украины, чемпион мира 1998 года в трековых гонках Сергей Матвеев, а также ряд других украинских спортсменов-велосипедистов, включая мастеров спорта Андрея Братащука и Алексея Гарбуза.